# Alberto Valentim
Alberto Valentim do Carmo Neto (Oliveira, 22 de março de 1975) é um treinador e ex-futebolista brasileiro que atuava como lateral-direito. Atualmente comanda o América Mineiro. 

## Carreira como jogador
Alberto começou a carreira como meio-campista nas categorias de base do América Mineiro. Em seguida, jogou nos juniores do Guarani, onde foi campeão da Copa São Paulo de Futebol Júnior de 1994, numa final com o São Paulo, jogando ao lado de Luizão e Pitarelli.
Transferiu-se para a Inter de Limeira e foi titular na conquista da Série A2 do Campeonato Paulista de 1996, se destacando ao lado de Edu Marangon e Piá. No mês de agosto daquele mesmo ano, desembarcou em Curitiba, por empréstimo ao Atlético Paranaense, sendo contratado em definitivo no fim do ano. Sua estreia no clube paranaense foi na partida contra o Bragantino, em 18 de agosto. Neste jogo, deu dois passes para os dois gols de Paulo Rink na vitória por 3 a 1. Com a boa campanha do Atlético no Campeonato Brasileiro de 1996 e o seu bom desempenho no time, despertou o interesse de vários clubes, mas o Atlético manteve o contrato, emprestando o jogador para outros clubes. Foi eleito pela revista Placar o melhor lateral-direito do Brasileirão.
Em 1997 foi para o São Paulo, em troca de Luisinho Netto e Fábio Mello, retornando ao rubro-negro para o Brasileirão. Para a final do Mundial Interclubes, foi emprestado para o Cruzeiro, ficando no banco do time vice-campeão do mundo. No primeiro semestre de 1998, jogou no Flamengo, por empréstimo. Desta vez, foi em troca de Rodrigo Mendes e Nélio, que se transformou num dos principais destaques atleticanos na conquista do Paranaense.
Em 1999, conquistou o Torneio Seletivo de 1999, levando o Furacão a disputar pela primeira vez a Copa Libertadores da América. No ano seguinte foi contratado pela Udinese, da Itália. No futebol europeu, atuou por quase uma década defendendo as cores de Udinese e Siena, ambos da Itália.
Em 2008, retornou ao Atlético para sua quarta passagem pelo clube. No ano seguinte, conquistou o título do Campeonato Paranaense de 2009, e em seguida aposentou-se dos gramados.

### Pós aposentadoria
Em 2012, após fazer estágios de gerência esportiva na Europa na Udinese, na Juventus e na Roma), tornou-se assessor da presidência do Atlético Paranaense.

## Carreira como auxiliar técnico
Começou os trabalhos como auxiliar técnico no Atlético Paranaense em 2012, permanecendo até 2013. No início de 2014 foi para o Palmeiras, onde ficou até o final de 2016 e conquistou o Campeonato Brasileiro daquele ano como auxiliar de Cuca. Ao final da competição, resolveu se aventurar e pela primeira vez comandou uma equipe de futebol como treinador, sendo ela o Red Bull Brasil. No entanto, como não emplacou uma boa série de vitórias, retornou ao Palmeiras novamente como auxiliar técnico.

## Carreira como treinador

### Palmeiras
Por conta dos maus resultados, o técnico Cuca entrou em acordo com o Palmeiras e deixou o clube no dia 13 de outubro de 2017. Assim, Alberto Valentim assumiu o time para as 10 rodadas restantes do Campeonato Brasileiro. Logo na estreia, comandou o clube numa vitória sobre o Atlético Goianiense pelo placar de 3 a 1. Mesmo com o time terminando como vice-campeão brasileiro, Valentim acabou dispensado no final da temporada.

### Botafogo
Em fevereiro de 2018, assumiu a equipe do Botafogo. Em abril conquistou o título do Campeonato Carioca, sendo esse o seu primeiro título como treinador.
Em 19 de junho, o Botafogo anunciou que Valentim pediu demissão para assumir o Pyramids do Egito.

### Pyramids
No clube egípcio, comandou o time em apenas três jogos, com duas vitórias e um empate, mas foi demitido após uma partida contra a El Geish, quando desobedeceu o presidente do clube, Turki al-Sheikh, e escalou o atacante Ribamar. Mesmo com o jogador tendo marcado os dois gols da vitória por 2 a 1, a decisão de Valentim contrariou al-Sheikh, que queria que Ribamar ficasse no banco de reservas. Além de presidente do clube, o dirigente também era presidente da Autoridade Geral Esportiva da Arábia Saudita. Com isso, o treinador foi dispensado logo após a vitória.

### Vasco da Gama
No dia 26 de agosto de 2018, foi anunciado como novo técnico do Vasco da Gama. Conseguiu livrar o Vasco do rebaixamento daquele ano.
Em 17 de fevereiro de 2019, conquistou a Taça Guanabara de forma invicta e com 100% de aproveitamento, superando o rival Fluminense na final.
No dia 31 de março, foi vice campeão da Taça Rio com o Vasco, perdendo o título nos pênaltis. Posteriormente, no dia 21 de abril, com a perda do título do Campeonato Carioca pro Flamengo, Valentim foi demitido do Vasco.

### Avaí
No dia 18 de junho de 2019 foi contratado pelo Avaí. Após 15 jogos, Valentim decidiu voltar ao Botafogo. Neste curto tempo de trabalho, o treinador teve apenas três vitórias, quatro empates e acumulou oito derrotas.

### Retorno ao Botafogo
Em 11 de outubro de 2019, acertou seu retorno ao Botafogo. O técnico reestreou pela equipe carioca no dia 16 de outubro, numa derrota fora de casa por 2 a 1 para o Vasco, válida pelo Brasileirão. Foi demitido em fevereiro de 2020.

### Cuiabá
No dia 1 de abril de 2021, foi anunciado como treinador do Cuiabá para a disputa do Campeonato Brasileiro. Estreou pelo Dourado no dia 11 de abril, numa vitória por 1 a 0 contra o Luverdense, válida pelo Mato-Grossense.
Alberto Valentim teve seu contrato rescindido no dia 29 de maio, após um empate em 2 a 2 contra a equipe do Juventude, válido pela 1ª rodada do Brasileirão.
Sua demissão foi questionada por internautas, devido a um suposto envolvimento de Alberto Valentim com a esposa de Alessandro Dresch, presidente do Cuiabá, o que teria levado a demissão, já que o clube estava invicto em seu comando(sete vitórias e dois empates). Porém, tanto o treinador, quanto o presidente, negaram o suposto caso, ambos classificando como um "absurdo". Segundo o presidente, a demissão foi por opção técnica.

### Athletico Paranaense
No dia 1 de outubro de 2021, foi anunciado como novo treinador do Athletico Paranaense. Um mês depois, sagrou-se campeão da Copa Sul-Americana quando o Furacão venceu o Bragantino por 1–0 na final realizada no Estádio Centenario.
Após uma derrota por 4 a 0 contra o São Paulo no Morumbi, pela estreia do Campeonato Brasileiro de 2022, Valentim deixou o comando da equipe Paranaense no dia 10 de abril.

### CSA
Em 15 de junho de 2022, foi anunciado como novo treinador do CSA para substituir o treinador Mozart Santos.
Em 8 de agosto de 2022, após uma sequência de resultados ruins, foi demitido do comando técnico. Ao todo, comandou a equipe em 10 jogos, sendo apenas 1 vitória, quatro empates e 5 derrotas.

### Atlético Goianiense
Em 5 de maio de 2023, foi contratado pelo Atlético Goianiense. Em 10 de julho de 2023 foi demitido após campanha instável com três vitórias, seis empates e três derrotas e 41% de aproveitamento.

### Ituano
Em 26 de fevereiro de 2024, foi anunciado como novo treinador do Ituano, com a dura missão de livrar o clube do rebaixamento no Campeonato Paulista restando apenas duas rodadas para o término da competição. O treinador não conseguiu evitar a queda, perdendo as duas partidas.
Em 20 de outubro de 2024, foi demitido na 32ª rodada após derrota para o Ceará, deixando o clube na penúltima colocação do Campeonato Brasileiro Série B. Ao todo, comandou o clube em 34 jogos, sendo nove vitórias, quatro empates e 21 derrotas, um aproveitamento de 30%

### Ponte Preta
Em 26 de novembro de 2024, foi anunciado como novo treinador da Ponte Preta para a temporada de 2025.

## Estatísticas como treinador
Atualizadas até 21 de outubro de 2024
| Clube                | Jogos | Vitórias | Empates | Derrotas | Aproveitamento |
| -------------------- | ----- | -------- | ------- | -------- | -------------- |
| Palmeiras            | 21    | 12       | 2       | 7        | 60.32%         |
| Red Bull Brasil      | 15    | 3        | 4       | 5        | 28.89%         |
| Botafogo             | 43    | 18       | 9       | 16       | 48.84%         |
| Pyramids             | 3     | 2        | 1       | 0        | 77.78%         |
| Vasco da Gama        | 41    | 17       | 11      | 13       | 50.41%         |
| Avaí                 | 15    | 3        | 4       | 8        | 28.89%         |
| Cuiabá               | 9     | 7        | 2       | 0        | 85.19%         |
| Athletico Paranaense | 29    | 8        | 8       | 13       | 36.78%         |
| CSA                  | 10    | 1        | 4       | 5        | 23.33%         |
| Atlético Goianiense  | 12    | 3        | 6       | 3        | 41.67%         |
| Ituano               | 34    | 9        | 4       | 21       | 30.39%         |
| Total                | 234   | 86       | 56      | 92       | 44.73%         |

## Títulos como jogador
Guarani
- Copa São Paulo de Futebol Júnior: 1994

Inter de Limeira
- Campeonato Paulista - Série A2: 1996

Atlético Paranaense
- Seletiva para a Libertadores: 1999
- Campeonato Paranaense: 2009

Udinese
- Copa Intertoto da UEFA: 2000

Seleção Brasileira
- Torneio Internacional de Toulon: 1995

### Prêmios individuais
- Revelação do Campeonato Paulista da Série A2: 1996
- Bola de Prata da revista Placar de melhor lateral-direito do Campeonato Brasileiro: 1996
- Eleito o melhor lateral-direito do Brasil pela CBF: 1999

## Títulos como treinador
Botafogo
- Campeonato Carioca: 2018

Cuiabá
- Campeonato Mato-Grossense: 2021

Athletico Paranaense
- Copa Sul-Americana: 2021[37]